# Cantón de Quarré-les-Tombes
El cantón de Quarré-les-Tombes era una división administrativa francesa, que estaba situada en el departamento de Yonne y la región de Borgoña.

## Composición
El cantón estaba formado por siete comunas:
- Beauvilliers
- Bussières
- Chastellux-sur-Cure
- Quarré-les-Tombes
- Saint-Brancher
- Saint-Germain-des-Champs
- Saint-Léger-Vauban

## Supresión del cantón de Quarré-les-Tombes
En aplicación del Decreto n.º 2014-156 de 13 de febrero de 2014, el cantón de Quarré-les-Tombes fue suprimido el 22 de marzo de 2015 y sus 7 comunas pasaron a formar parte del nuevo cantón de Avallon.